# Ивановка (Кыштовский район)
Ивановка — деревня в Кыштовском районе Новосибирской области. Входит в состав Верх-Майзасского сельсовета.

## География
Площадь деревни — 60 гектаров.

## Население
| 2002 | 2007 | 2010 |
| ---- | ---- | ---- |
| 244  | ↘199 | ↘154 |

## Инфраструктура
В деревне по данным на 2007 год отсутствует социальная инфраструктура.